# Guido Bentivoglio
Guido Bentivoglio (Ferrara, 4 ottobre 1579 – Roma, 7 settembre 1644) è stato un cardinale, arcivescovo cattolico e storico italiano.
Erede della tradizione storiografica iniziata da Guicciardini, le sue opere rappresentano una tappa fondamentale nell'elaborazione della moderna metodologia storica.

## Biografia
Guido Bentivoglio nacque a Ferrara il 4 ottobre del 1579 dal marchese Cornelio Bentivoglio e da Isabella Bendidio. Contravvenendo al divieto ai sudditi estensi di studiare in Università diverse da Ferrara, si iscrisse nel 1594 all'Università di Padova, alloggiando inizialmente presso uno dei suoi professori, l'umanista rodigino Antonio Riccoboni. Quindi ebbe come maestro Carlo Salice padovano, «buon legista, buon filosofo ben introdotto ancora in teologia, ma ben versato particolarmente nelle altre più amene e culte lettere» (Memorie, p. 6). Sotto la guida del Salice, scrive il Bentivoglio,
(Guido Bentivoglio, Memorie, pag. 6)
A Padova, in compagnia dell'amico Cornaro, Bentivoglio frequentò Galileo che per loro «aveva esplicata in privato la sfera», e più tardi a Roma ebbe come maestro di geografia Traiano Boccalini, convinto com'era che la geografia è quella scienza «sanza il cui lume sempre si cammina al buio ne' libri storici» (Memorie, p. 97). Soprattutto, fin dai suoi primi studi, Bentivoglio dimostrò una particolare predilezione per la storia.
Entrato nelle grazie del cardinale Pietro Aldobrandini, nipote di Clemente VIII e comandante dell'esercito papale, Bentivoglio fu fatto cameriere segreto del papa, il quale gli concesse di tornare a Padova, per finirvi gli studi. Conseguita la laurea in utroque iure nell'estate del '600, Bentivoglio mise in ordine i suoi affari patrimoniali a Ferrara e si trasferì a Roma.
Bentivoglio ci ha lasciato nelle sue Memorie molte utili informazioni sul suo soggiorno a Roma in qualità di cameriere segreto. Nelle Memorie parla diffusamente delle sue amicizie romane e principalmente di tre uomini, insigni per dottrina e per virtù ecclesiastica, i quali influirono in modo particolare sulla sua formazione morale ed intellettuale: Silvio Antoniano, Cesare Baronio e Roberto Bellarmino. Fu l'Antoniano a fargli conoscere il Baronio. «Questi, allorché si recava ogni sera presso il papa per la consueta confessione, volentieri s'intratteneva col giovane cameriere segreto a discorrere di storia e di politica. L'indefessa attività dell'autore dell'Istoria ecclesiastica fu un esempio ed uno stimolo all'alacrità storica del Bentivoglio, il quale ben sentiva quale aiuto e sussidio la sua cognizione profonda della storia della Chiesa attraverso i secoli potesse essere al pensiero e all'azione di un futuro diplomatico della S. Sede.»
Il 27 maggio 1607 venne consacrato arcivescovo titolare di Rodi. Lo stesso anno Paolo V lo inviò come nunzio apostolico nelle Fiandre, dove rimase fino al 1615 e scrisse quella Storia della guerra di Fiandra, che lo avrebbe reso celebre. La sfera della giurisdizione della Nunziatura di Fiandra de iure si estendeva ai soli Paesi Bassi; de facto invece da una parte era limitata all'attuale Belgio, mentre veniva esercitata nell'Inghilterra, nella Scozia, nell'Irlanda, nella Danimarca e nella Norvegia dietro ordine del papa. E questa estensione di giurisdizione dové essere effettiva per il Bentivoglio quando si ricordi la sua Breve relazione di Danimarca (pubblicata dal Du Puy nel 1629) o la Relazione d'Inghilterra del 1609 (pubblicata nelle Relazioni del card. Bentivoglio, Milano 1806, pp. 203–217) o l'interesse per gli affari irlandesi e scozzesi che emerge dalle sue lettere diplomatiche.
Terminata nel 1615 la nunziatura in Fiandra, Bentivoglio tornò a Roma. Ripartì nell'autunno dell'anno successivo per andare nunzio alla Corte di Francia. In qualità di nunzio Bentivoglio cercò (seguendo le istruzioni del Papa) di ottenere l'intesa tra Francia e Spagna e lottò contro la diffusione delle dottrine ugonotte e gallicane. L'11 di gennaio del 1621 fu creato cardinale con il titolo di cardinale presbitero di San Giovanni a Porta Latina da papa Gregorio XV. Posto a capo supremo dell’Inquisizione, nel 1641 fu nominato cardinale vescovo di Palestrina. Nel 1644, alla morte di Urbano VIII sperò di essergli eletto successore, ma fu eletto il cardinal Giovanni Battista Pamphilj, con il nome di Innocenzo X. Bentivoglio morì a Roma il 7 settembre di quello stesso anno, e fu sepolto nella Chiesa di San Silvestro al Quirinale.
Il cardinale Bentivoglio fu uno dei più grandi mecenati della Roma barocca. Protesse il musicista Girolamo Frescobaldi, il poeta Giovan Battista Marino, il pittore Claude Lorrain e lo scultore François Duquesnoy detto Il Fiammingo, che ne realizzò un celebre ritratto. Fu lui ad attirare l'attenzione di papa Barberini su Claude Lorrain. Non stupisce che il giovane van Dyck, durante il suo soggiorno romano (1622-1623), abbia trovato proprio nel Bentivoglio un protettore di vaglia. Secondo il Bellori, uno dei primi biografi di Van Dyck, il pittore «fu trattenuto in corte del cardinale Bentivoglio amorevole della natione fiamminga, per essere egli dimorato in Fiandra, e per havere scritta quella historia, che vive immortale». Molto probabilmente, il giovane Van Dyck risiedette come ospite nel palazzo del fratello di Bentivoglio sul Quirinale e lì dipinse opere per il cardinale. Bentivoglio commissionò a Van Dyck un piccolo crocifisso (oggi perduto) e il suo celebre ritratto a figura intera, che molto probabilmente fu dipinto nelle stanze dello stesso palazzo dove abitavano sia il patrono che il pittore.

## Opere

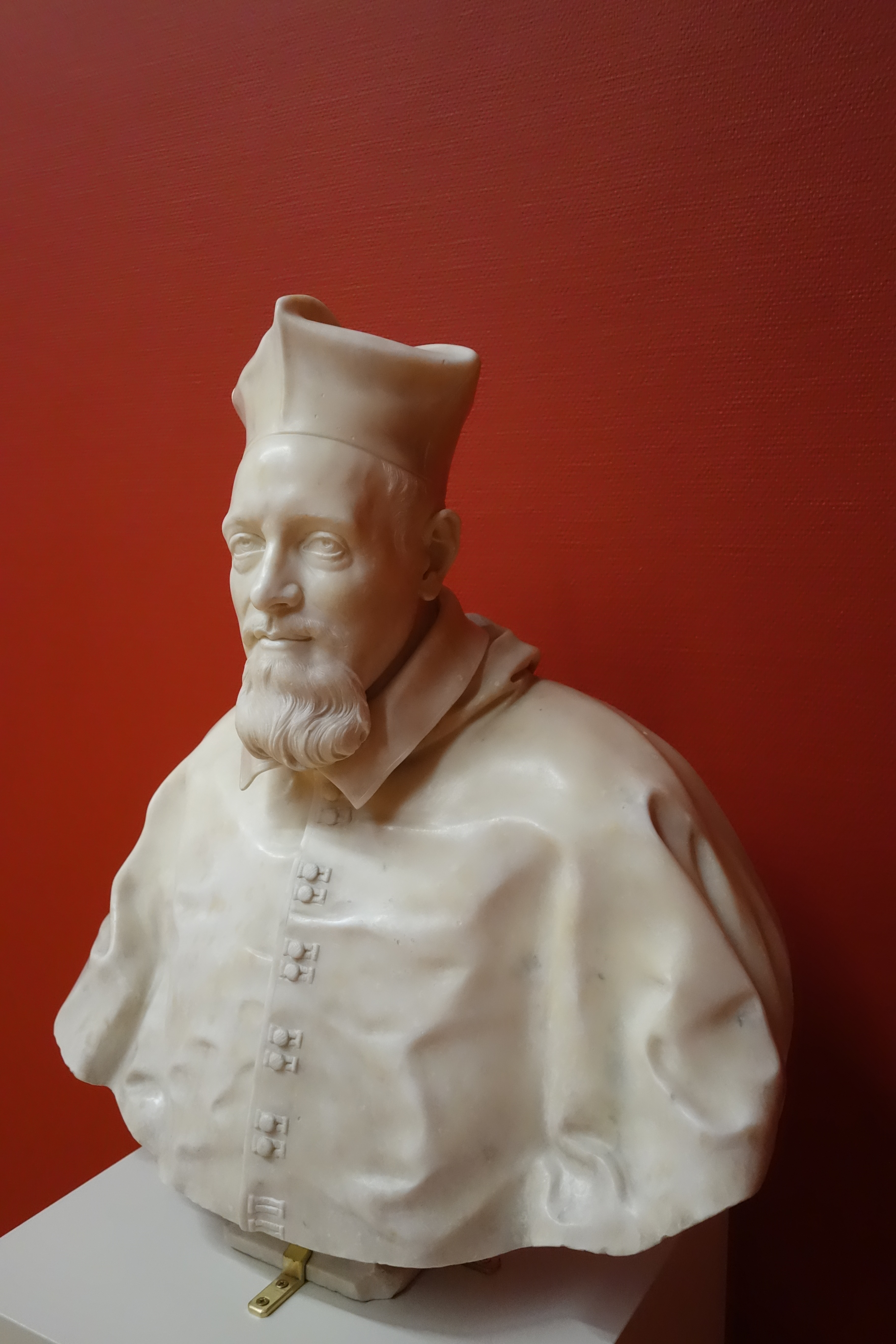
François Duquesnoy, Busto del cardinale Guido Bentivoglio, Dublino, National Gallery of Ireland

Nel 1629 fece pubblicare ad Anversa le Relazioni in tempo delle nunziature di Fiandra, nelle quali mostrò un grande interesse per le tematiche politiche, presentate in modo equilibrato.
Due anni dopo diffuse il saggio Lettere famigliari e politiche, che confermò la sua abilità come studioso di diplomazia e politica, mentre tra il 1632 e il 1639 uscì l'opera storica Della guerra di Fiandra. In essa vengono descritte, con stile eloquente e di grande raffinatezza letteraria, le guerre religiose e civili nei Paesi Bassi, che Bentivoglio osservò con occhio attento, oltre che per l'esperienza diretta durante le missioni diplomatiche in quei luoghi, anche per il coinvolgimento diretto di ben quattro fratelli e due nipoti. Nel 1648 uscirono postume le sue Memorie.
Le Relazioni, pubblicate per la prima volta da Ericio Puteano (l'umanista Henri Dupuy) ad Anversa nel 1629 e più volte riedite in seguito (Colonia 1650, Parigi 1651, etc.) furono tradotte in inglese da Henry Carey, II conte di Monmouth (Londra 1652) e in francese da Pierre Gaffardi (Parigi 1642).
La prima parte Della guerra di Fiandra fu pubblicata in otto libri a Colonia nel 1632 e riedita in dieci libri sempre a Colonia nel 1633; la seconda parte fu pubblicata in sei libri a Colonia nel 1636; la terza in otto libri a Colonia nel 1639. Questa edizione è considerata la migliore. Ne venne pubblicata un'altra in 3 volumi in ottavo (1635, 1636 e 1640) più volte riedita e tradotta in varie lingue: in inglese dal conte di Monmouth (Londra 1654), in spagnolo da Basilio Varen de Soto (Madrid 1645) e in francese da Antoine Oudin (Parigi 1634) e dall'abate Loiseau canonico di Orleans (Parigi 1769 4 voll. in duodecimo).
Enorme fu la fortuna dell'opera: considerata uno dei capolavori della storiografia moderna fu lodata da Giovanni Ciampoli (Lettere, Bologna 1679, p. 17), Agostino Mascardi (Dell'arte istorica, III, Venezia 1636, p. 296), Francesco De Sanctis (La giovinezza: ricordi, Napoli 1983, p. 57), ed Eduard Fueter (Storia della storiografia moderna, Napoli 1944, pp. 154 ss.). John Adams, uno dei padri fondatori degli Stati Uniti d'America, pensava che quella di Bentivoglio fosse “la storia più perfetta e completa” (“the most full and compleat history”). L'opera di Bentivoglio deve il suo successo soprattutto ai suoi pregi formali: «vi si trovava compendiata per la prima volta in una narrazione stilisticamente unitaria e leggibile da chiunque con piacere, la materia concernente un avvenimento storico importante, che finora si era dovuta andare ad attingere da diverse esposizioni cariche per lo più di dettagli tecnico-militari ed aventi il carattere di memorie.»
Le lettere scritte al tempo delle sue nunziature di Fiandra e di Francia, pubblicate la prima volta a Colonia nel 1631 e riedite a Parigi (1635), Venezia (1636) etc. furono tradotte in francese da Giovanni Veneroni e più volte ristampate in Francia col testo italiano. Nel 1807 uscì a Parigi, presso Didot, un'edizione a cura di Giosafatte Biagioli delle Lettere del Cardinal Bentivoglio, in tre volumi, che contenevano anche Notes grammaticales et philologiques in francese.
Le Memorie, pubblicate dopo la sua morte ad Amsterdam nel 1648 furono riedite lo stesso anno a Venezia. L'abate di Vayrac ne fece una traduzione francese, pubblicata a Parigi nel 1713 in 2 voll. in duodecimo. Tutte le sue opere ad eccezione delle Memorie sono state edite insieme a Parigi nel 1645, ristampate ivi nel 1648 e, con un nuovo frontespizio e con l'aggiunta delle Memorie, a Venezia nel 1668.

## Opere principali

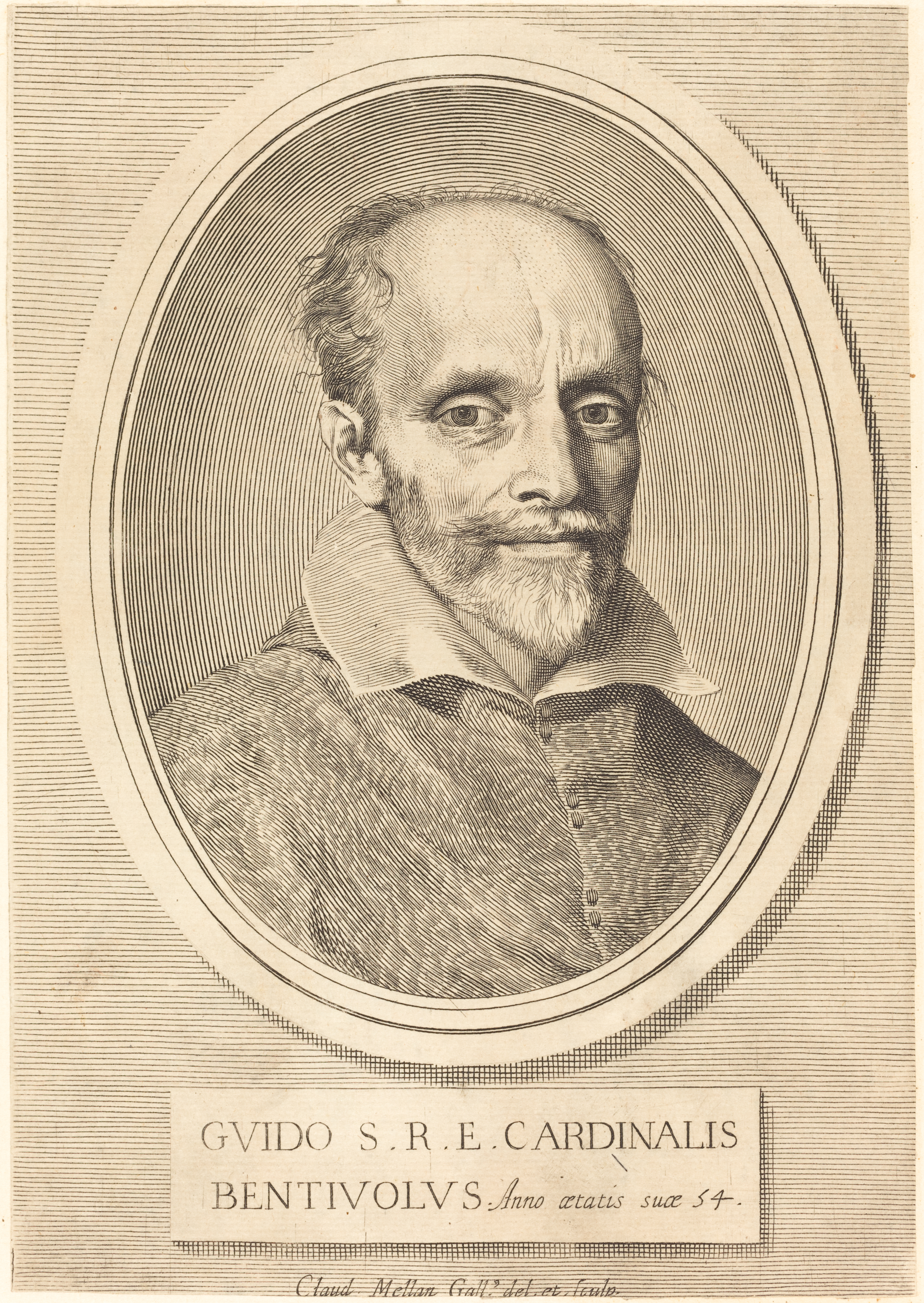
Claude Mellan, Il Cardinal Guido Bentivoglio (1633)

- Guido Bentivoglio, Della guerra di Fiandria, vol. 1, Colonia, 1632. URL consultato il 15 settembre 2015.
- Guido Bentivoglio, Della guerra di Fiandria, vol. 2, Colonia, Typographia Erpeniana, 1636. URL consultato il 15 settembre 2015.
- Guido Bentivoglio, Della guerra di Fiandria, vol. 3, Colonia, 1639. URL consultato il 15 settembre 2015.
  - L'opera fu tradotta in inglese da Henry Carey, II conte di Monmouth, con il titolo The Compleat History of the Warrs of Flanders, London, Humphrey Moseley, 1654, in spagnolo da Basilio Varen (Las guerras de Flandes desde la mverte del emperador Carlos V. hasta la conclusion de la Tregua de doze años, Amberes, por Geronymo Verdussen, 1687), e in francese da Antoine Oudin (Histoire de la guerre de Flandre, Paris, chez Anthoine de Sommaville, Toussainct Quinet, Nicolas & Jean de la Coste, 1634)
- Guido Bentivoglio, Relationi del cardinale Bentivoglio, vol. 1, Anversa, 1629. URL consultato il 19 giugno 2015.
- Guido Bentivoglio, Relationi del cardinale Bentivoglio, vol. 2, Anversa, 1629. URL consultato il 19 giugno 2015.
- Guido Bentivoglio, Raccolta di lettere scritte dal cardinal Bentiuoglio in tempo delle sue nuntiature di Fiandra, e di Francia, Colonia, 1631. URL consultato il 20 giugno 2015.
  - (FR) Guido Bentivoglio, Les Lettres du Cardinal Bentivoglio, traduzione di Giovanni Veneroni, Parigi, Marbre-Cramoisi, 1680. URL consultato il 21 novembre 2019.
- Guido Bentivoglio, Memorie, Venezia; Amsterdam, 1647. URL consultato il 20 giugno 2015.
  - (FR) Guido Bentivoglio, Mémoires du cardinal Bentivoglio, vol. 1, Parigi, 1713. URL consultato il 21 novembre 2019.
  - (FR) Guido Bentivoglio, Mémoires du cardinal Bentivoglio, vol. 2, Parigi, 1713. URL consultato il 21 novembre 2019.
- Guido Bentivoglio, Lettere diplomatiche di Guido Bentivoglio, a cura di Luciano Scarabelli, vol. 1, Torino, 1852. URL consultato il 14 settembre 2015.
- Guido Bentivoglio, Lettere diplomatiche di Guido Bentivoglio, a cura di Luciano Scarabelli, vol. 2, Torino, 1852. URL consultato il 14 settembre 2015.
- Guido Bentivoglio, Memorie e lettere[collegamento interrotto], a cura di Costantino Panigada, Scrittori d'Italia, Bari, Editori Laterza, 1934.

## Conclavi
Durante il suo periodo di cardinalato Guido Bentivoglio partecipò ai conclavi:
- conclave del 1623, che elesse papa Urbano VIII
- conclave del 1644, che elesse papa Innocenzo X, ma non giunse alla elezione poiché morì durante i lavori del conclave

Non aveva invece partecipato al conclave del 1621 che elesse papa Gregorio XV.

## Genealogia episcopale e successione apostolica
La genealogia episcopale è:
- Arcivescovo Filippo Archinto
- Papa Pio IV
- Cardinale Giovanni Antonio Serbelloni
- Cardinale Carlo Borromeo
- Cardinale Gabriele Paleotti
- Cardinale Ludovico de Torres
- Cardinale Guido Bentivoglio d'Aragona

La successione apostolica è:
- Vescovo Guillaume du Vair (1618)
- Vescovo Michel Raoul de La Guibourgère (1618)
- Vescovo François Lefèvre de Caumartin (1618)
- Arcivescovo Claude de Rebé (1622)
- Vescovo Michael Dalmeras (1623)
- Cardinale Bernardino Spada (1623)
- Vescovo Scipione Tancredi (1624)
- Vescovo Alderano Bellatto (1624)
- Vescovo Paolo Coccapani (1625)
- Vescovo John Roche (1627)
- Vescovo Placido Padiglia, O.S.B.Cel. (1627)
- Vescovo Costantino Testi, O.P. (1628)
- Vescovo Federico Sandri Trotti (1628)
- Vescovo Alessandro Rangoni (1628)
- Vescovo Patrick Comerford, O.S.A. (1629)
- Vescovo Alvise Marcello, C.R.S. (1635)
- Arcivescovo Sebastiano Pisani (1639)

## Ascendenza
|                                                 |   |                      | Genitori                                             |  |  | Nonni |  |  | Bisnonni                                       |  |  | Trisnonni                                     |  |
|                                                 |   |                      |                                                      |  |  |       |  |  | Annibale II Bentivoglio, VI signore di Bologna |  |  | Giovanni II Bentivoglio, V signore di Bologna |  |
|                                                 |   |                      |                                                      |  |  |       |  |  | Annibale II Bentivoglio, VI signore di Bologna |  |  | Giovanni II Bentivoglio, V signore di Bologna |  |
|                                                 |   | Ginevra Sforza       |                                                      |  |  |       |  |  | Annibale II Bentivoglio, VI signore di Bologna |  |  |                                               |  |
| Costanzo Bentivoglio                            |   |                      |                                                      |  |  |       |  |  | Annibale II Bentivoglio, VI signore di Bologna |  |  |                                               |  |
|                                                 |   | Lucrezia d'Este      | Ercole I d'Este, II duca di Ferrara, Modena e Reggio |  |  |       |  |  |                                                |  |  |                                               |  |
|                                                 |   | Lucrezia d'Este      | Ercole I d'Este, II duca di Ferrara, Modena e Reggio |  |  |       |  |  |                                                |  |  |                                               |  |
|                                                 |   | Lucrezia d'Este      | Ludovica Condolmieri                                 |  |  |       |  |  |                                                |  |  |                                               |  |
| Cornelio I Bentivoglio, I marchese di Gualtieri |   | Lucrezia d'Este      |                                                      |  |  |       |  |  |                                                |  |  |                                               |  |
|                                                 |   | Guido Rangoni, conte | Uguccione Rangoni, conte                             |  |  |       |  |  |                                                |  |  |                                               |  |
|                                                 |   | Guido Rangoni, conte | Uguccione Rangoni, conte                             |  |  |       |  |  |                                                |  |  |                                               |  |
|                                                 |   | Guido Rangoni, conte | Eleonora Torelli                                     |  |  |       |  |  |                                                |  |  |                                               |  |
| Costanza Elena Rangoni                          |   | Guido Rangoni, conte |                                                      |  |  |       |  |  |                                                |  |  |                                               |  |
|                                                 |   | Laura Sanvitale      | Jacopo Antonio Sanvitale, conte di Fontanellato      |  |  |       |  |  |                                                |  |  |                                               |  |
|                                                 |   | Laura Sanvitale      | Jacopo Antonio Sanvitale, conte di Fontanellato      |  |  |       |  |  |                                                |  |  |                                               |  |
|                                                 |   | Laura Sanvitale      | Veronica da Correggio                                |  |  |       |  |  |                                                |  |  |                                               |  |
| Guido Bentivoglio                               |   | Laura Sanvitale      |                                                      |  |  |       |  |  |                                                |  |  |                                               |  |
|                                                 | … | …                    |                                                      |  |  |       |  |  |                                                |  |  |                                               |  |
|                                                 | … | …                    |                                                      |  |  |       |  |  |                                                |  |  |                                               |  |
|                                                 | … | …                    |                                                      |  |  |       |  |  |                                                |  |  |                                               |  |
| Nicolò Bendidio                                 | … |                      |                                                      |  |  |       |  |  |                                                |  |  |                                               |  |
|                                                 |   | …                    | …                                                    |  |  |       |  |  |                                                |  |  |                                               |  |
|                                                 |   | …                    | …                                                    |  |  |       |  |  |                                                |  |  |                                               |  |
|                                                 |   | …                    | …                                                    |  |  |       |  |  |                                                |  |  |                                               |  |
| Isabella Bendidio                               |   | …                    |                                                      |  |  |       |  |  |                                                |  |  |                                               |  |
|                                                 |   | …                    | …                                                    |  |  |       |  |  |                                                |  |  |                                               |  |
|                                                 |   | …                    | …                                                    |  |  |       |  |  |                                                |  |  |                                               |  |
|                                                 |   | …                    | …                                                    |  |  |       |  |  |                                                |  |  |                                               |  |
| Alessandra Rossetti                             |   | …                    |                                                      |  |  |       |  |  |                                                |  |  |                                               |  |
|                                                 |   | …                    | …                                                    |  |  |       |  |  |                                                |  |  |                                               |  |
|                                                 |   | …                    | …                                                    |  |  |       |  |  |                                                |  |  |                                               |  |
|                                                 |   | …                    | …                                                    |  |  |       |  |  |                                                |  |  |                                               |  |
|                                                 |   | …                    |                                                      |  |  |       |  |  |                                                |  |  |                                               |  |